# 施瓦德洛赫
施瓦德洛赫是瑞士的城鎮，位於該國北部，由阿爾高州負責管轄，面積2.78平方公里，海拔高度321米，2012年人口675，六成人口信奉羅馬天主教，人口密度每平方公里243人。